# 元山港線
元山港線（ウォンサンハンせん）は、朝鮮民主主義人民共和国江原道元山市にある葛麻駅から元山港駅までを結ぶ鉄道路線である。

## 路線データ
- 路線距離：葛麻 - 元山港間2.0km
- 駅数：2（両端駅を含む）
- 軌間：1435mm
- 電化区間：なし
- 複線区間：なし

## 駅一覧
- 駅所在地は全線江原道元山市内。

| 駅名     | 駅名     | 駅名       | 駅間キロ (km) | 累計キロ (km) | 接続路線             |
| 日本語   | 朝鮮語   | 英語       | 駅間キロ (km) | 累計キロ (km) | 接続路線             |
| -------- | -------- | ---------- | ------------- | ------------- | -------------------- |
| 葛麻駅   | 갈마역   | Kalma      | 0.0           | 0.0           | 北朝鮮鉄道省：江原線 |
| 元山港駅 | 원산항역 | Wŏnsanhang | 2.0           | 2.0           |                      |

## 参考資料
- 国分隼人（2007年）. 『将軍様の鉄道 北朝鮮鉄道事情』, 新潮社. ISBN 9784103037316